# Николаевка (Петровский сельсовет)
Николаевка — деревня Петровского сельсовета Измалковского района Липецкой области.

## География
Деревня расположена в 1 км. к северо-востоку от деревни Дубки, через неё проходит просёлочная дорога.
Из Николаевки берёт начало речка, впадающая в реку Хомутец и образующая на территории деревни водоём. Южнее деревни находится Хомутов лес.

## Население
| 2010 |
| ---- |
| 19   |